# D. S. Senanayake
Don Stephen Senanayake (tiếng Sinhala: දොන් ස්ටීවන් සේනානායක,; tiếng Tamil: டி. எஸ். சேனநாயக்கா; 21 tháng 10 năm 1884 – 22 tháng 3 năm 1952) là một chính khánh người Tích Lan. Ông là Thủ tướng đầu tiên của Tích Lan và đã nổi lên như là một nhà lãnh đạo cho phong trào giành độc lập của Sri Lanka dẫn đến việc thiết lập chế độ tự trị ở Tích Lan. Ông được xem như là "Quốc phụ" của đất nước Sri Lanka.
Sinh ra trong một gia đình doanh nhân ở làng Botale, Senanayake được đào tạo tại S. Thomas' College, Mutwal trước khi có thời gian ngắn làm thư ký tại Tổng cục Khảo sát. Tham gia công việc kinh doanh của gia đình, ông quản lý tài sản riêng của gia đình và Mỏ than chì Kahatagaha. Cùng với các anh trai của mình, Senanayake trở nên tích cực trong phong trào ôn hòa phát triển thành phong trào độc lập sau bạo loạn Sinhalese-Hồi giáo năm 1915, trong đó anh em nhà Senanayake bị bỏ tù 46 ngày mà không bị buộc tội. Năm 1924, ông được bầu vào Hội đồng Lập pháp Tích Lan từ Negombo mà không có đối thủ, trở thành Thư ký của nhóm thành viên không chính thức của Hội đồng Lập pháp. Năm 1931, ông được bầu vào Hội đồng Nhà nước Tích Lan, nơi ông giữ chức Bộ trưởng Bộ Nông nghiệp và Đất đai. Ông được bầu vào Quốc hội Tích Lan đầu tiên thành lập chính phủ và giữ chức Thủ tướng đầu tiên của Tích Lan từ năm 1947 cho đến khi ông qua đời năm 1952.

## Tuổi thiếu thời và giáo dục

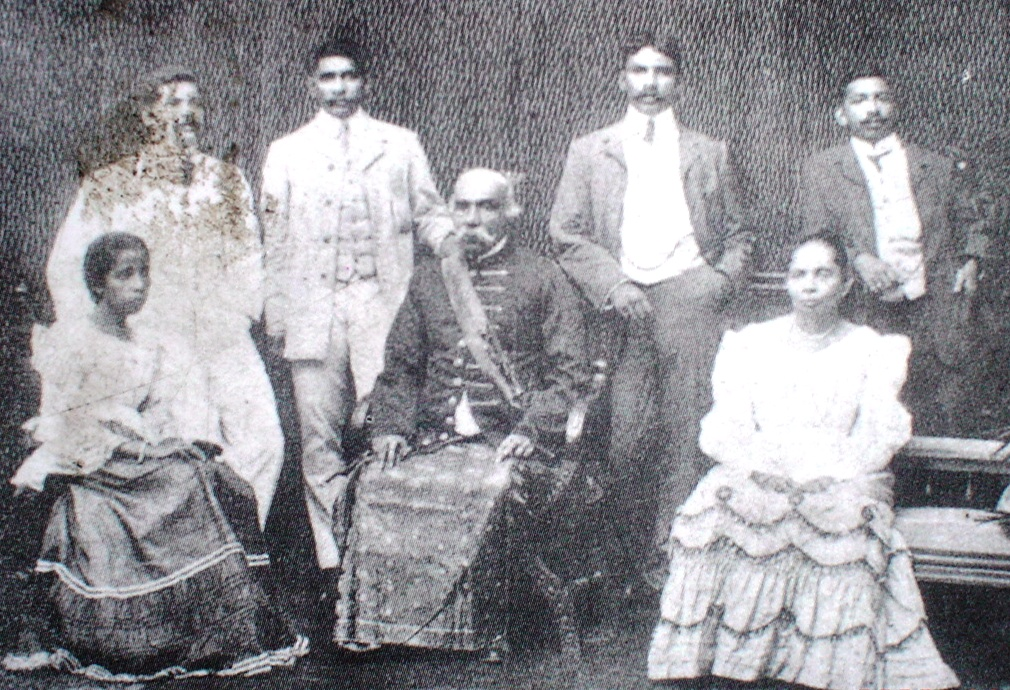
Gia tộc Senanayake

Ông sinh ra tại làng Botale ở Hapitigam Korale (hiện được gọi là Mirigama) vào ngày 21 tháng 10 năm 1884 với Don Spater Senanayake (1847–1907) và Dona Catherina Elizabeth Perera Gunasekera Senanayake (1852–1949). Spater Senanayake đã kiếm được nhiều tiền từ graphite khai thác và vào thời điểm đó, ông đang mở rộng sang các đồn điền và đầu tư vào nhượng quyền cho thuê arrack, sau này ông được trao danh hiệu Mudaliyar vì hoạt động từ thiện của mình. Stephen Senanayake có hai anh trai, Don Charles "D.C." Senanayake và Fredrick Richard "F. R." Senanayake; và một chị gái, Maria Frances Senanayake, người đã kết hôn với F. H. Dias Bandaranaike.

## Sự nghiệp ban đầu

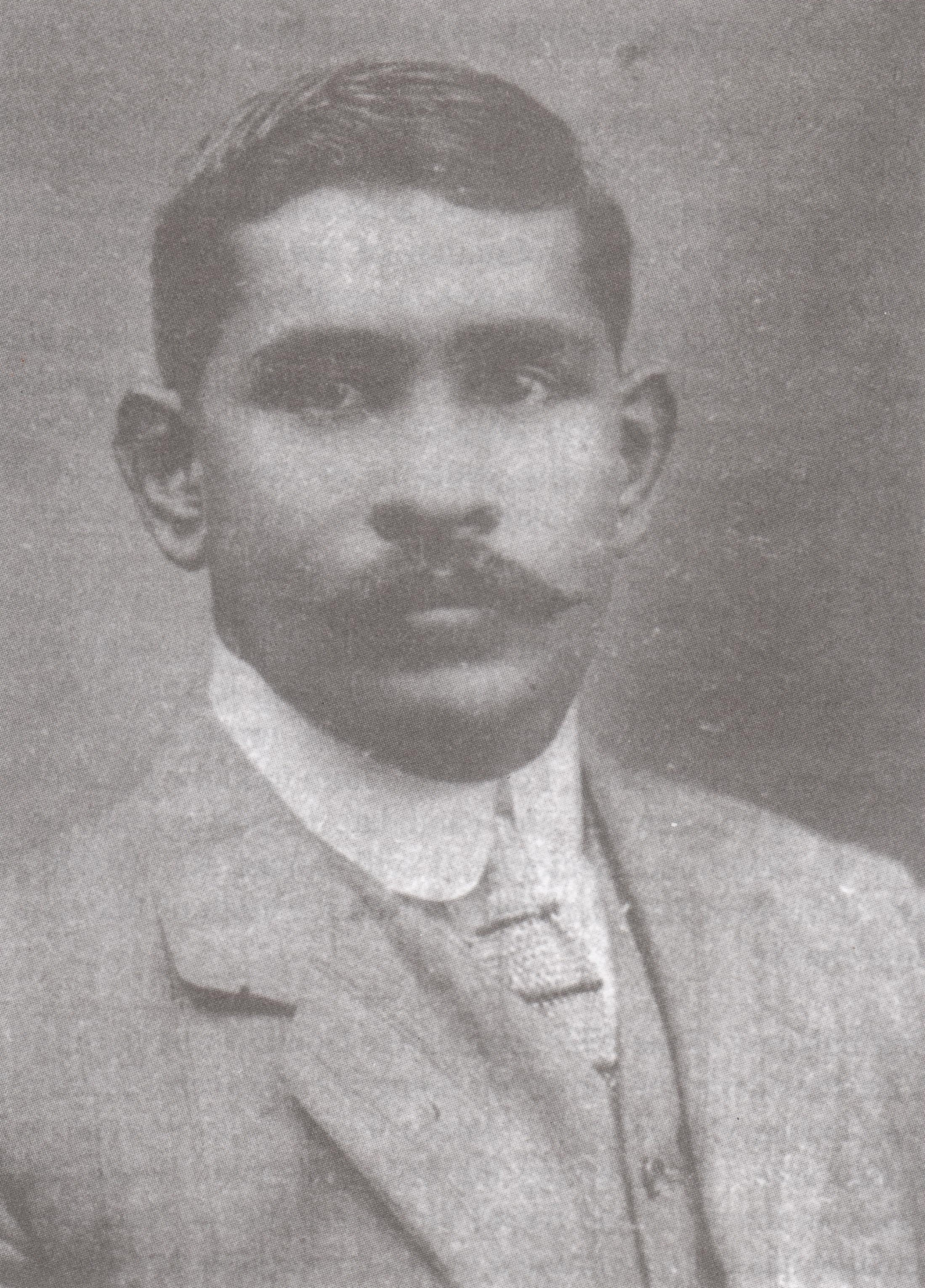
D. S. Senanayake thời trẻ

Sau khi học xong, ông làm thư ký tại Tổng cục Khảo sát, nhưng đã rời đi sau một thời gian học việc. Ông đã cùng với anh trai mình là D. C. Senanayake điều hành công việc kinh doanh rộng lớn của cha mình. Ông làm việc với tư cách là người trồng trọt, giới thiệu loại cây cao su thương mại mới cho các đồn điền của gia đình. Anh ta quản lý Mỏ than chì Kahatagaha thuộc sở hữu của gia đình vợ anh trai anh ta là F. R. Senanayake. F. R. Senanayake đã kết hôn với con gái út của Mudaliyar Don Charles Gemoris Attygalle. Ông là thành viên của Hiệp hội Sản phẩm Vùng thấp và của Câu lạc bộ Phương Đông. Năm 1914, ông được bổ nhiệm làm thành viên ủy ban chính phủ được cử đến Madagascar để nghiên cứu và báo cáo về ngành khai thác than chì của họ.

## Thủ tướng đầu tiên (1947-1952)

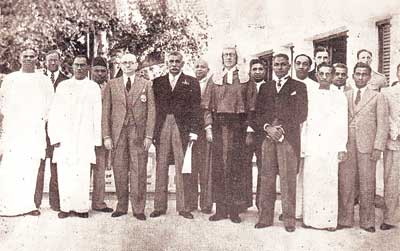
Thủ tướng D. S. Senanayake và nội các

Với sự gia nhập của mình, Senanayake bắt đầu quá trình thành lập các thể chế cần thiết cho một quốc gia độc lập. Trong khi hầu hết các thể chế trong nước đều tồn tại, Ceylon vẫn phụ thuộc vào Anh về thương mại, quốc phòng và các vấn đề đối ngoại. Ông từ chối chức hiệp sĩ, nhưng vẫn duy trì mối quan hệ tốt đẹp với Anh và là người Tích Lan đầu tiên được bổ nhiệm vào Hội đồng Cơ mật vào năm 1950.
1. 1 2  Parliament of Sri Lanka – Handbook of Parliament, Prime Ministers Lưu trữ ngày 25 tháng 3 năm 2008 tại Wayback Machine
2. ↑  Sri Lankan Sinhalese Family Genealogy, The Don Bartholomews Senanayake Family Tree
3. 1 2  "D.S. Senanayake – The Father of the Nation". www.dailymirror.lk.
4. ↑  Don Stephen Senanayake, the first Prime Minister of Sri Lanka by H. A. J. Hulugalle
5. ↑  Nobodies to Somebodies: The Rise of the Colonial Bourgeoisie in Sri Lanka, Kumari Jayawardena, pp. 192-3 & 267 (Zed) ISBN 9781842772287
6. ↑  "D. S. Senanayake | prime minister of Ceylon". Encyclopedia Britannica.
7. ↑  "No. 38797". The London Gazette. ngày 30 tháng 12 năm 1949. tr. 1.
8. ↑  "D.S. Senanayake – A nation's father, undisputed leader of all time | Daily FT". www.ft.lk.